# RCA (azienda)
La RCA (Radio Corporation of America) è stata un'azienda di elettronica statunitense, fondata nel 1919 dalla General Electric. Il marchio RCA è ora posseduto da Sony e Talisman Brands, Inc. d/b/a Established., che lo acquistarono dalla General Electric insieme a parte delle attività che erano appartenute al gruppo.

## Storia
La RCA nacque come una riorganizzazione della Marconi Wireless Telegraph Company of America (comunemente chiamata "American Marconi"). Nel 1897, la Wireless Telegraph and Signal Company fu fondata a Londra per promuovere le invenzioni radio (allora conosciute come "telegrafia senza fili") di Guglielmo Marconi. Come parte dell'espansione mondiale, nel 1899 l'American Marconi fu organizzata come società sussidiaria, detenendo i diritti di utilizzo dei brevetti Marconi negli Stati Uniti e a Cuba. Nel 1912 rilevò i beni della fallita United Wireless Telegraph Company e da quel momento in poi divenne l'azienda dominante delle comunicazioni radio negli Stati Uniti.
Quando gli Stati Uniti entrarono nella prima guerra mondiale nell'aprile 1917, il governo prese il controllo della maggior parte delle stazioni radio civili per utilizzarle per lo sforzo bellico. Anche se il governo prevedeva di ripristinare la proprietà civile delle stazioni radio una volta finita la guerra, molti funzionari della Marina degli Stati Uniti speravano di mantenere il monopolio delle comunicazioni radio anche dopo la guerra. Contrariamente alle istruzioni che aveva ricevuto, la Marina iniziò ad acquistare un gran numero di stazioni radio. Quando la guerra finì, il Congresso respinse gli sforzi della Marina per avere il controllo in tempo di pace dell'industria radiofonica e ordinò che restituisse le stazioni di cui aveva preso il controllo ai proprietari originali.
A causa di considerazioni di sicurezza nazionale, la Marina era particolarmente preoccupata di restituire le stazioni internazionali ad alta potenza all'American Marconi, dato che la maggior parte delle sue azioni era in mani straniere e gli inglesi controllavano già ampiamente i cavi sottomarini internazionali. Questa preoccupazione fu accresciuta dall'annuncio alla fine del 1918 della formazione della Pan-American Wireless Telegraph and Telephone Company, una joint venture tra l'American Marconi e la Federal Telegraph Company, con l'intenzione di istituire un servizio tra gli Stati Uniti e il Sud America.
La Marina, rivendicando il sostegno del presidente Wilson, cercò un'alternativa che avrebbe portato ad una società "tutta americana" che avrebbe rilevato gli asset americani della Marconi. Nell'aprile del 1919 due ufficiali della marina, l'ammiraglio H. G. Bullard e il comandante S. C. Hooper, incontrarono il presidente della General Electric, Owen D. Young e gli chiesero di sospendere le vendite in corso degli alternatori Alexanderson ad alta potenza, utilizzati per i trasmettitori a spinterometro dalle società Marconi. Questa mossa avrebbe lasciato la General Electric senza un compratore per i suoi trasmettitori, così gli ufficiali proposero che la GE acquistasse l'American Marconi e usasse i beni per formare la propria filiale di comunicazioni radio. Young acconsentì a questa proposta che, con effetto dal 20 novembre 1919, trasformò l'American Marconi nella Radio Corporation of America. La decisione di formare la nuova compagnia fu promossa come un gesto patriottico. I funzionari aziendali dovevano essere cittadini degli Stati Uniti e la maggioranza delle azioni dell'azienda doveva essere detenuta da cittadini statunitensi.
Quando fu fondata la RCA era la più grande azienda di comunicazioni radio degli Stati Uniti. Owen Young divenne il presidente del consiglio di amministrazione della nuova società e l'ex vicepresidente e direttore generale dell'American Marconi E. J. Nally divenne il primo presidente della RCA. La maggior parte dell'ex personale dell'American Marconi continuò a lavorare per la RCA. 
RCA è ora un marchio registrato usato principalmente da due compagnie per la commercializzazione in America settentrionale e Latina di prodotti legati alla storica industria:
- Talisman Brands, Inc.[1] d/b/a Established.[2], che produce elettronica di consumo come televisori, lettori DVD, ricevitori per la ricezione di canali satellitari, videocamere, apparecchiature audio, telefoni e accessori ad essi connessi
- Sony Music, che è proprietaria delle etichette discografiche RCA Victor e RCA Records, ottenute da una delle sue dirette proprietarie, la BMG

Le due compagnie acquistarono l'industria dalla General Electric, che prese il controllo del gruppo RCA nel 1986 favorendo gli interessi della rete televisiva di proprietà della stessa RCA, la NBC. Inizialmente, GE continuò a controllare i marchi della RCA (inclusi i diritti della His Master's Voice, da noi conosciuta come La voce del padrone e diffusa nel mondo come HMV, o Nipper in alcune zone degli Stati Uniti), la cui licenza fu data alla Thomson e alla Bertelsmann. La Thomson alla fine acquistò il marchio RCA, soggetto alla licenza perpetua che la GE aveva creato per i predecessori della Sony BMG.
Nel 2002, Thomson e la compagnia cinese TCL formarono una associazione in partecipazione per la produzione e la distribuzione di televisori e prodotti ad essi legati.
Nel dicembre del 2006, Thomson SA decise di vendere il ramo d'azienda dedicato alla vendita degli accessori di elettronica di consumo, inclusi i diritti del marchio RCA, alla Audiovox, ora Voxx International.
Sebbene Bertelsmann AG fosse nuova nella famiglia RCA, e la creazione della Sony BMG fosse simile a quella della EMI avvenuta più di 70 anni prima, Thomson iniziò come sussidiaria francese di una compagnia che più tardi si trasformò in General Electric.
Grazie alla grandissima popolarità acquisita nel periodo d'oro della radio, la loro qualità di produzione, le loro innovazioni progettuali, il loro stile ed il loro nome, le radio antiche prodotte dalla RCA sono tra le più ricercate nel mercato del collezionismo.